# Elephantagrotten

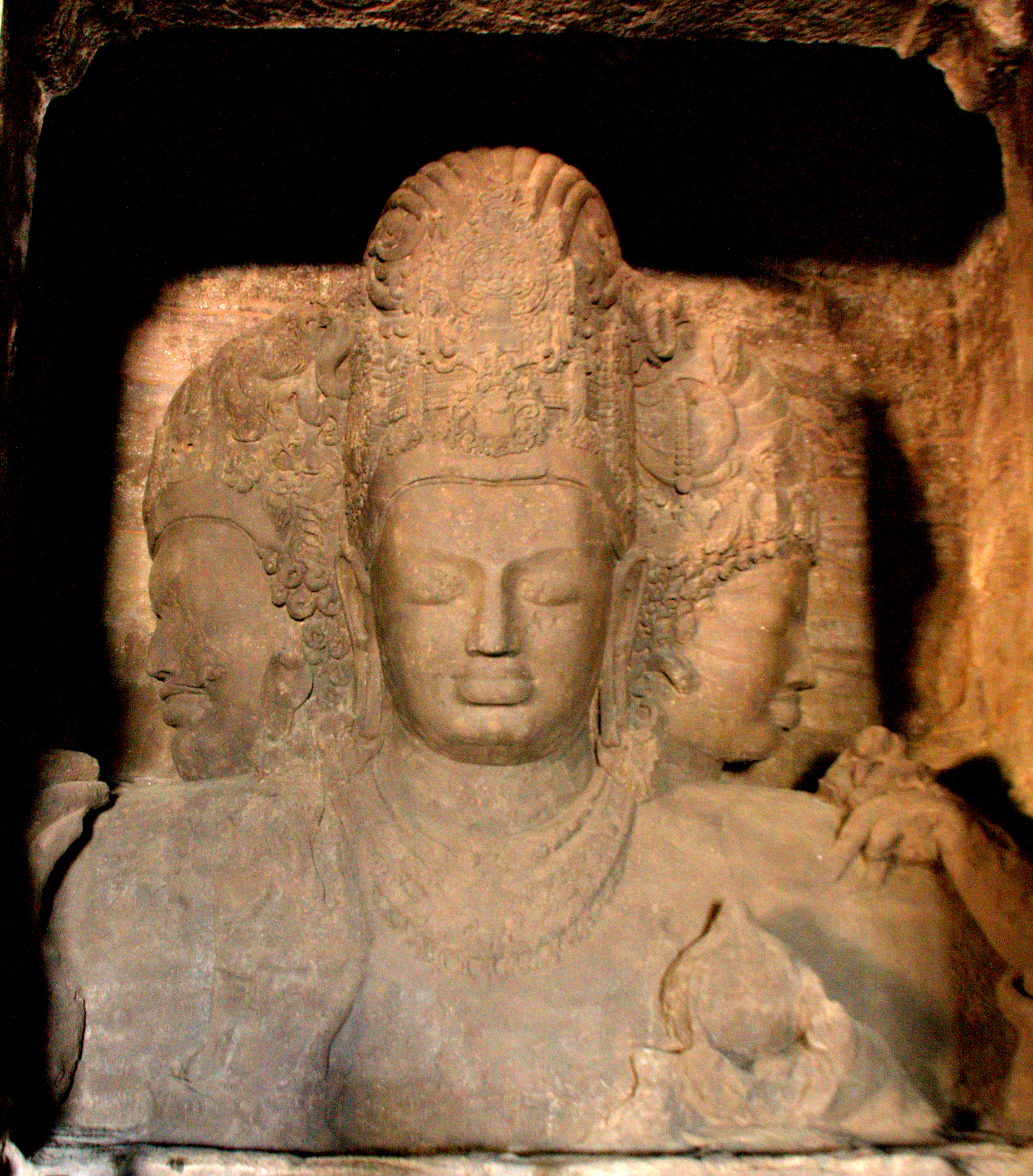
Het 6 m hoge beeld van de drie aspecten van Shiva als Trimurti, Elephantagrot

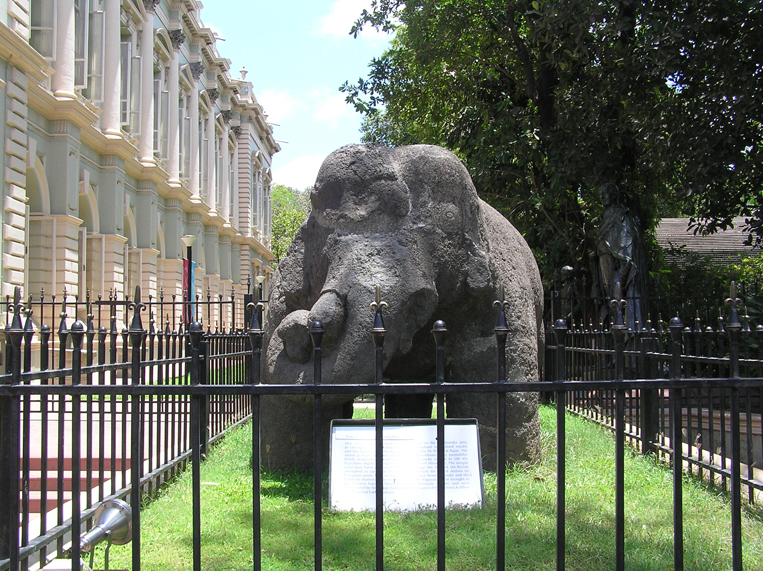
De stenen olifant die zijn naam aan Elephanta gaf. Hij stond aan de zuidelijke kust van het eiland. De Britten probeerden het beeld in 1864 naar Engeland te vervoeren, maar het brak en de samengevoegde delen zijn nu te zien in Jijamata Udyaan (vroeger Victoria Gardens), Bombay.

Plattegrond van grot 1, 16. sanctum sanctorum

De Elephantagrotten zijn uit de rotsen gehouwen grotten op het eiland Elephanta, in Maharashtra, India.
Het eiland kreeg de naam Elephanta van de Portugezen, toen ze er landden en een kolossaal stenen beeld van een olifant zagen. Het beeld werd ontmanteld en opnieuw opgebouwd in Victoria Gardens (thans Jijamata Udyaan) in Bombay. De belangrijkste grot, Grot 1, is aan Shiva gewijd.

## Grot 1
Er zijn meerdere grotten op Elephanta, maar 'Grot 1' is wel de belangrijkste.
De Vakataka's, die in de tijd van de Gupta's in de Deccan heersten, bouwden deze grot. De meeste Ajantagrotten zijn ook van deze dynastie met een sterke traditie van kunst en literatuur.
De grot, 39,5 meter breed, bevindt zich in de westelijke heuvel van het eiland, op een behoorlijke hoogte en wordt bereikt na een lange serie treden. De centrale hal heeft vier zijhallen. Aan drie zijden zijn hallen van 16,5 meter lang en meer dan 3 meter breed. Er zijn zes rijen pilaren, zes rijkelijk gedecoreerde pilaren per rij, die het dak lijken te dragen.
De eerste twee panelen na binnenkomst zijn van Nataraja, de heer van de dans en Shiva in meditatie, elk ca. 3,35 meter in het vierkant. Nataraja heeft acht armen en neemt de catura houding aan. In zijn handen heeft hij onder meer een bijl en een slang. Parvati, zijn vrouw, staat aan zijn linkerzijde. Ganesha staat rechts van hem, met in zijn twee handen een bijl en een gebroken slagtand. Bhringi danst met Shiva en er zit een muzikant, mogelijk Tandu, die Bharata de kunst van het dansen leerde. Vliegende figuren zijn onder meer Brahma, gedragen door zwanen, Vishnoe op Garoeda en Indra op zijn olifant Airavata. Het is waarschijnlijk het belangrijkste, vroeg gehouwen paneel in de gehele Deccan.
Een volgend paneel toont Andhakasamharamurti Shiva, die met zijn drietand Andhaka, de demon van de duisternis vernietigt. Deva's houden een kroon boven het hoofd van Shiva. Het toont Shiva in zijn Bhairava aspect.
Hier dichtbij is de hoofdschrijn van Shiva, een kubusvormige cel met vier ingangen en vier trappen. Bij de ingangen staan monumentale 4,5 meter hoge wachters begeleid door dwergen. Zij zijn mogelijk van een vroege datum, rond de 5e of 6e eeuw.
Bij het waterreservoir ten zuiden van het hof  is nog een kleine schrijn van Shiva, waar hij zijn gewelddadige dans uitvoert. Lakulisa staat er als leraar met een staf in de hand.
In het hoofdgedeelte van de grot is een groot paneel van het huwelijk van Shiva als Kalyanasundara  en Parvati. Zij wordt ten huwelijk gegeven door haar vader Himavan, de heer van bergen. Zijn vrouw Mena staat naast Himavan. Hemelse wezens, waaronder Chandra met een schenkkan vol soma, zweven boven hen.
Het volgende paneel is van Gangadhara, waar de riviergodin Ganga als drievoudige stroom op het haar van Shiva landt; als de rivier van de hemelse wezens, als de stroom die Bhagiratha op aarde volgt, en de as zuiverend van de zonen van Sagara in de onderwereld.
Het meest bewonderenswaardige beeld van allen is dat van Shiva in zijn drievoudige aspect: de verschrikkelijke Bhairava, gunstige en vredige Shiva en de vrouwelijke (hermafrodiete) Ardhanari Parvati. Deze kolossale buste, gewoonlijk Trimurti of Mahesamurti genoemd, combineert de drie aspecten van Shiva: de schepper als de moeder, de beschermer als de vredige, en de vernietiger. Er staan wachters en dwergen omheen.
Verderop is nog een paneel van Ardhanarisvara (Ardhanari Isvara), waarin Shiva met zijn mannelijke en vrouwelijke aspecten, de 'ouders van het universum' verbeeldt. Een volgend paneel toont Shiva en Parvati rustend op de berg Kailasa, met hemelse wezens en wijzen. Een trap leidt naar een mandapa, waar voorbij meer grote figuren een volgende schrijn van Shiva bewaken, met beelden van Ganesha, de Matrika's en Virabhadra. 
In het hoofdgedeelte is een paneel waar Ravana Kailasa laat schudden.
De andere, kleinere grotten zijn minder van belang of zwaar beschadigd.

## Galerij

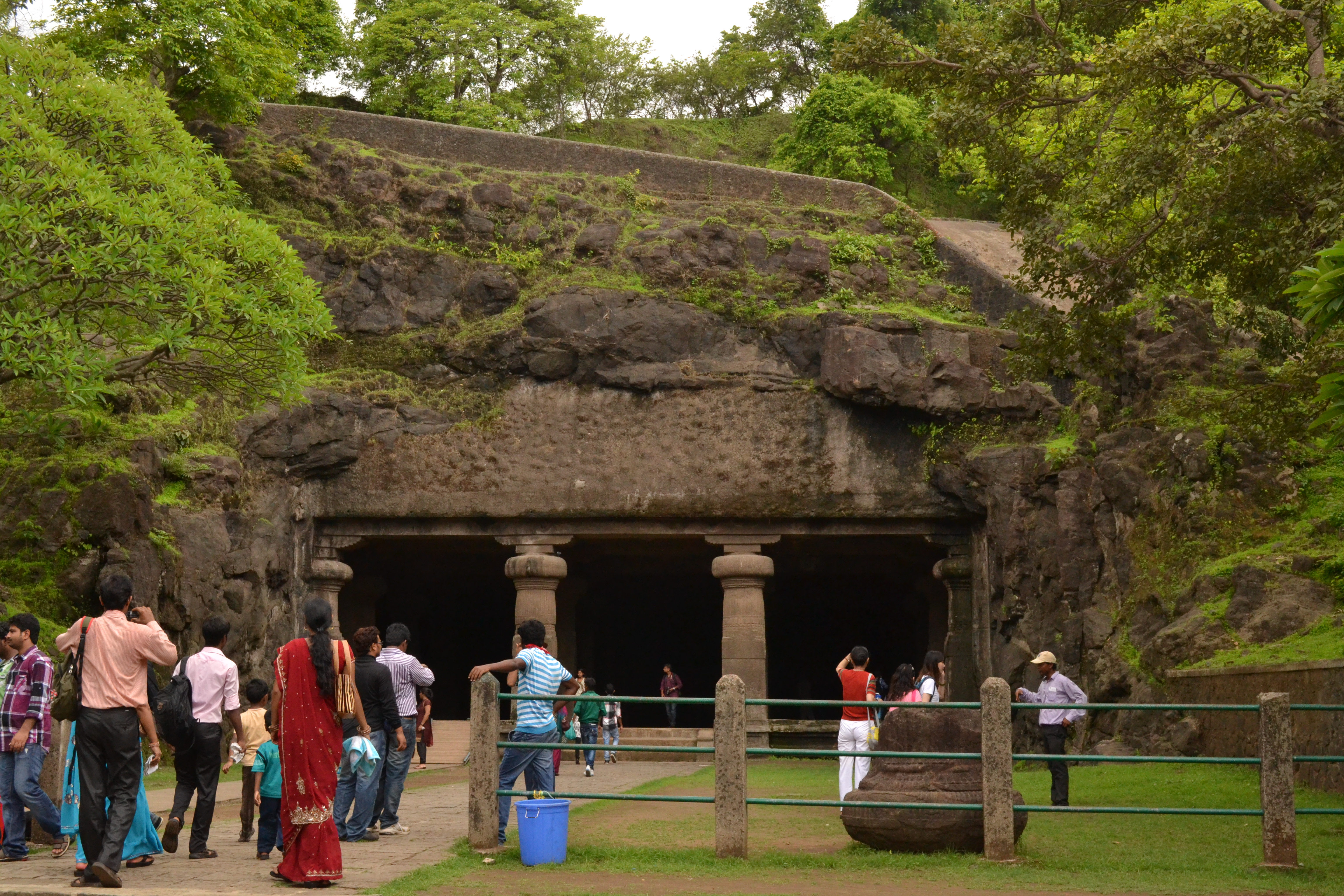
Hoofdingang van grot 1
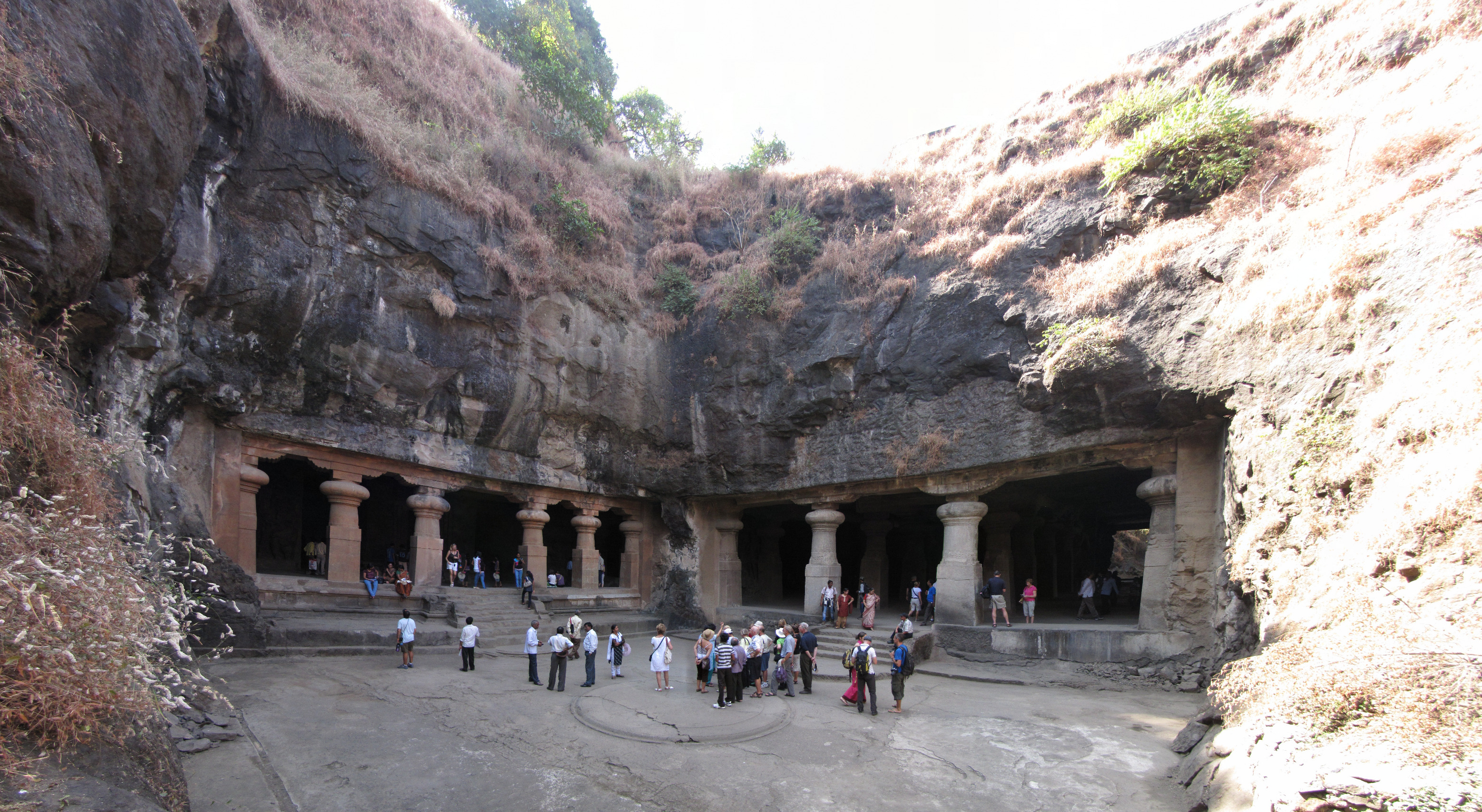
Voorhof
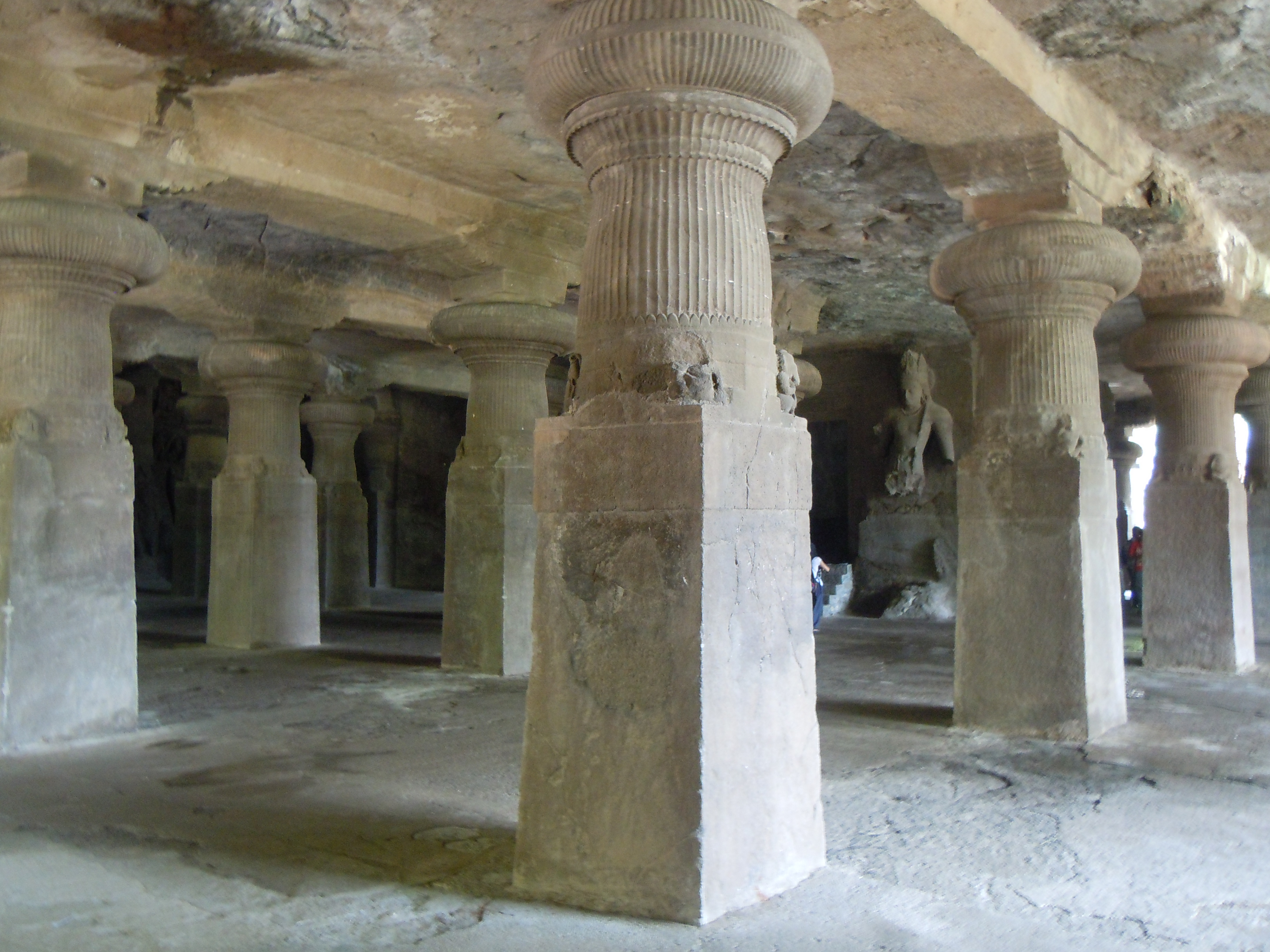
Hoofdmandapa met zuilen
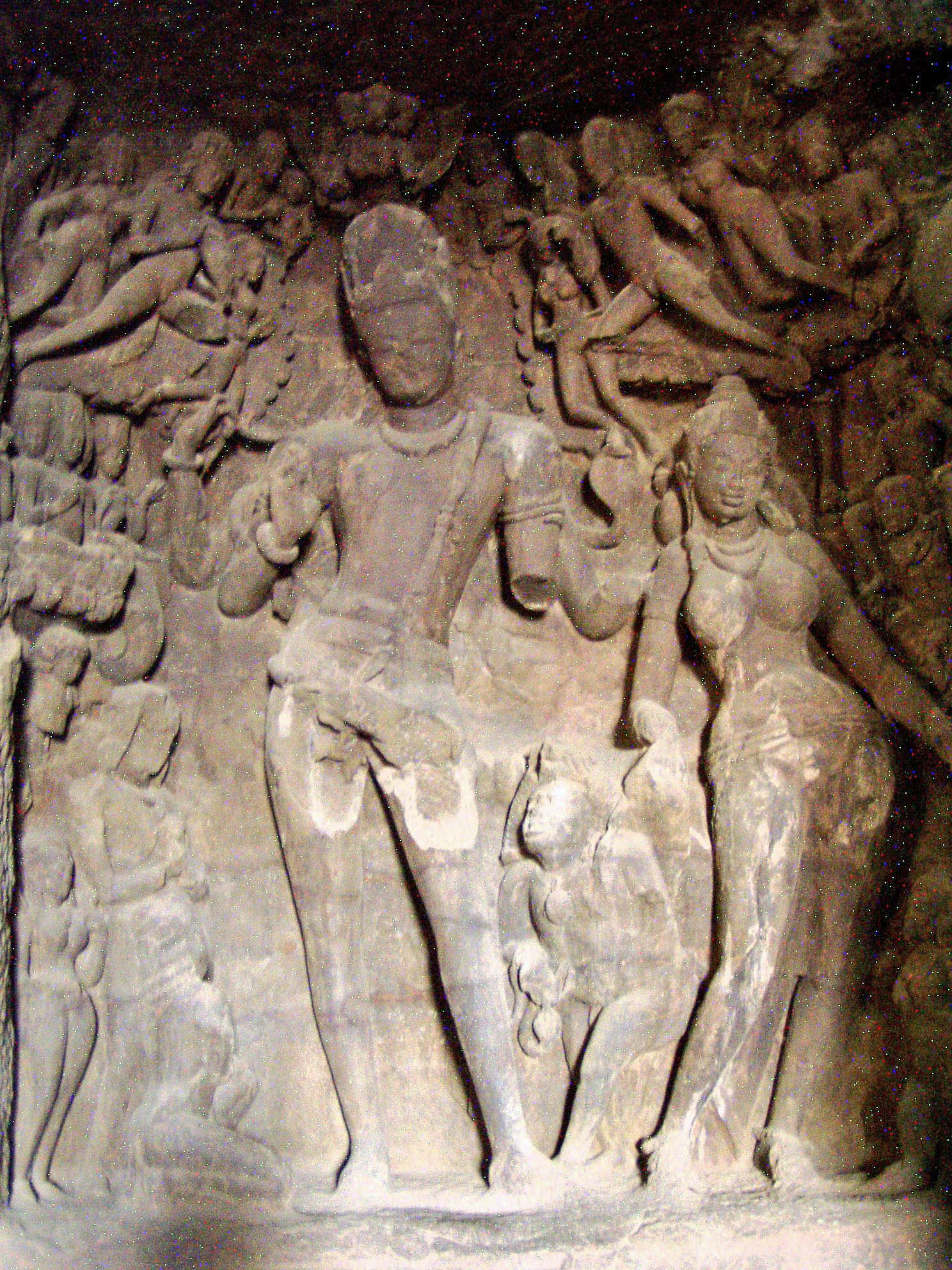
Shiva brengt de rivier Ganges naar de aarde.
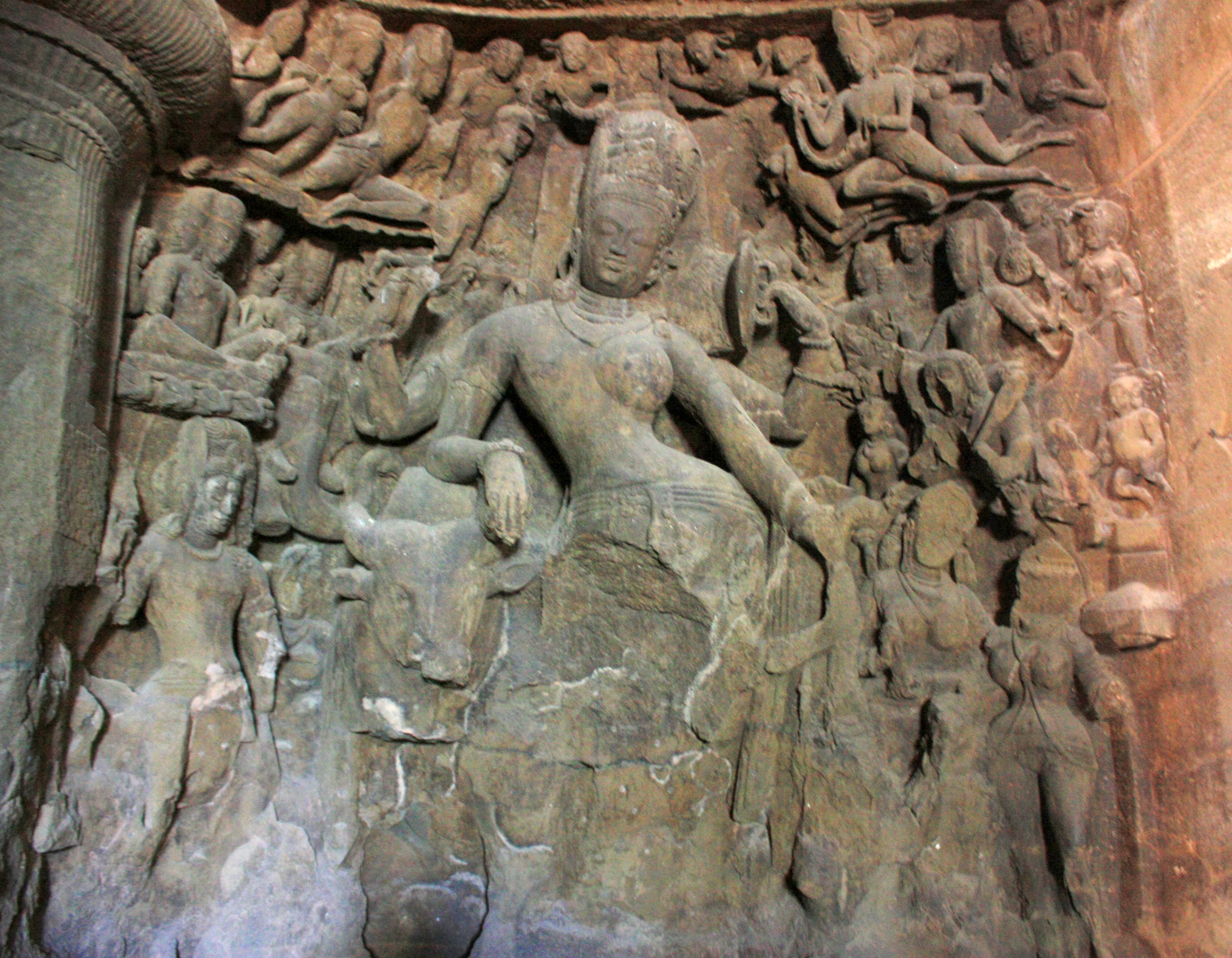
Ardhanarishvara (midden): halfvrouw (Parvati) en halfman (Shiva), vrouwelijk-mannelijke gelijkwaardigheid.
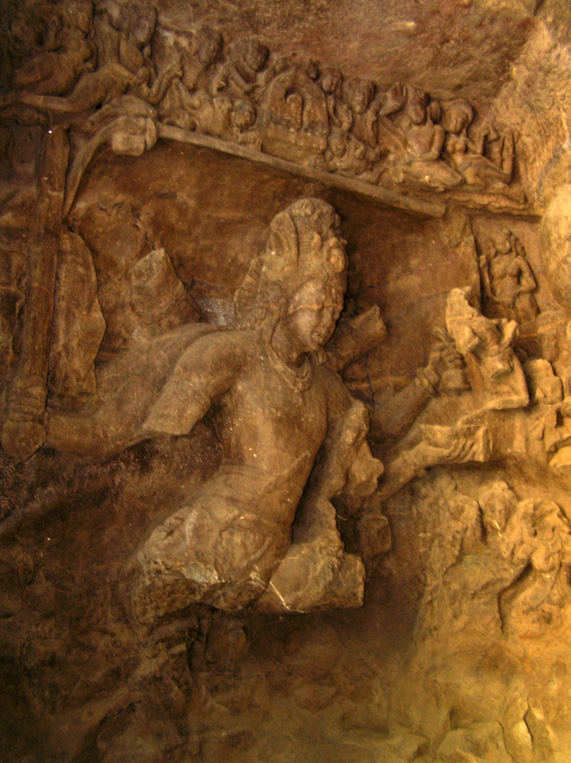
Shiva verslaat Andhaka.
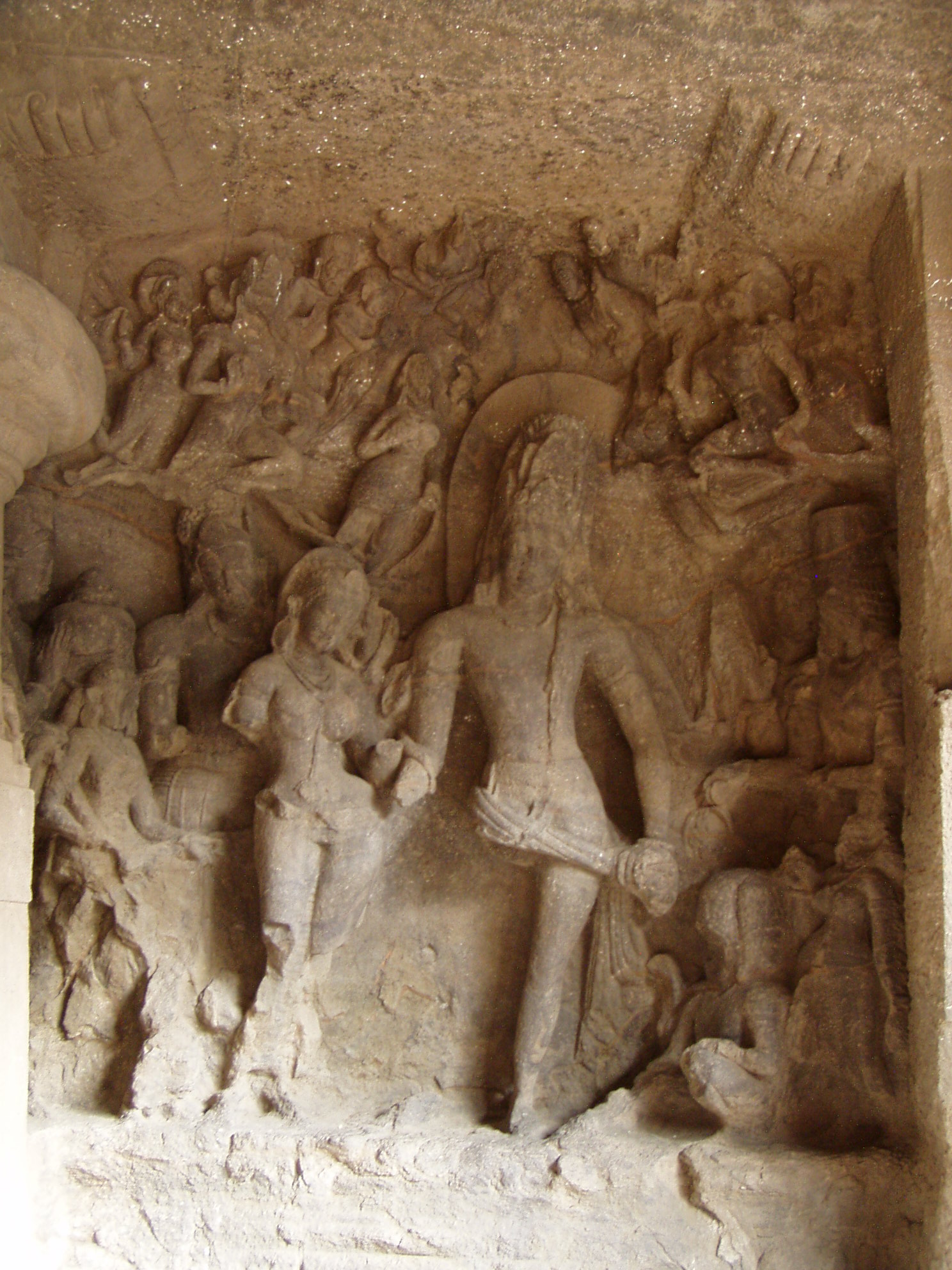
Kalyanasundara: het huwelijk van Shiva en Parvati.
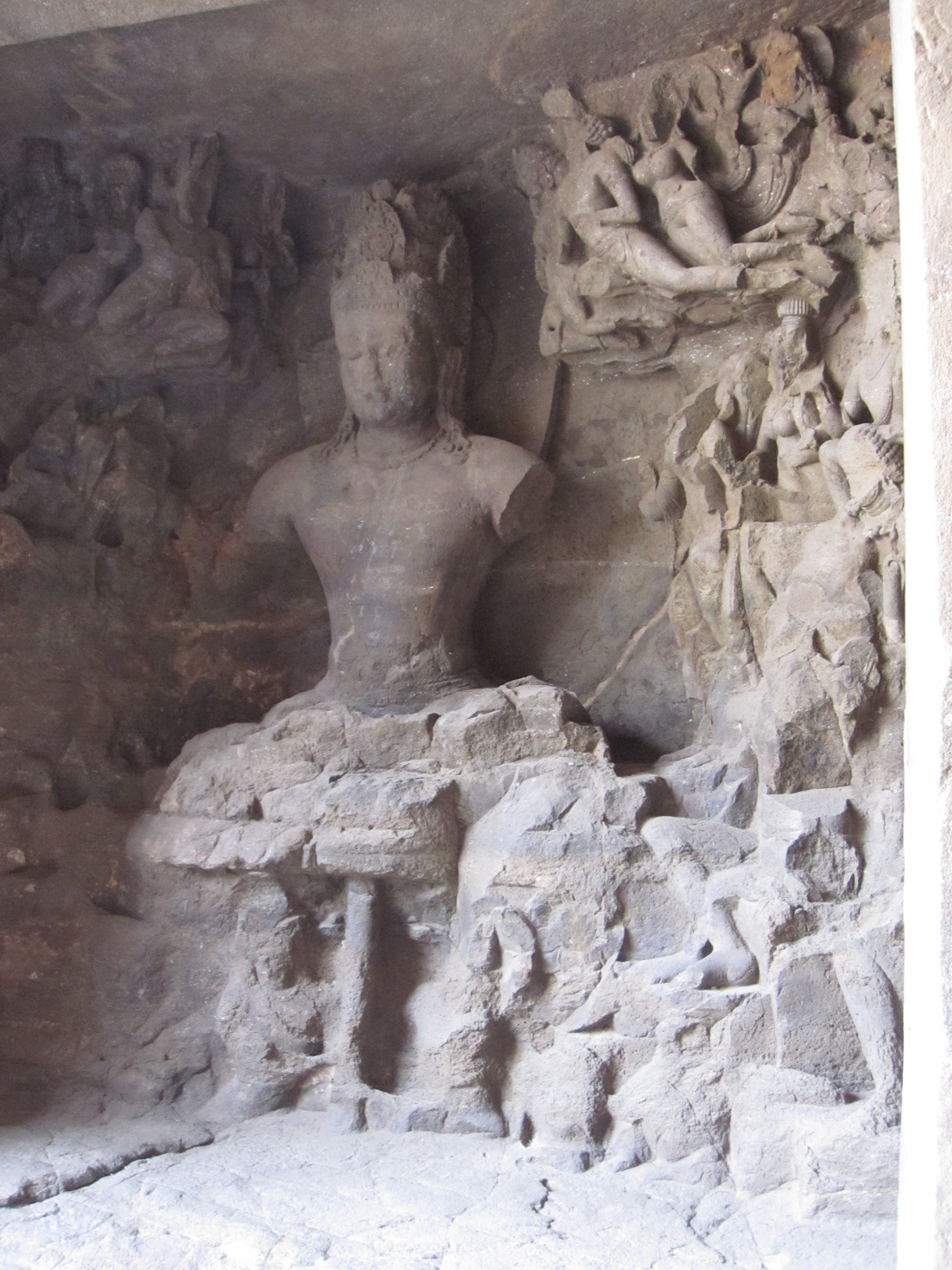
Shiva als Yogishvara, god van Yoga.
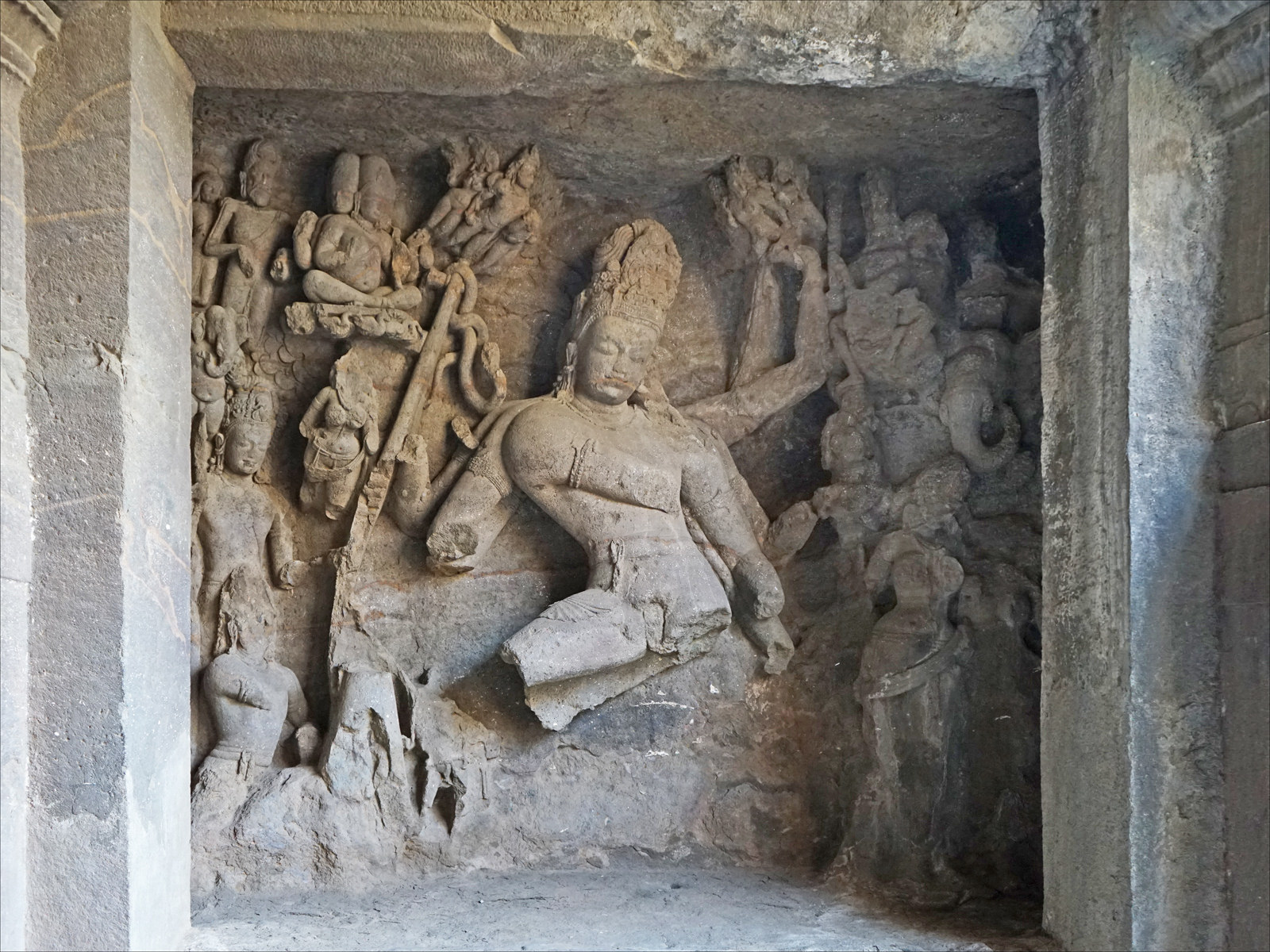
Shiva als Nataraja, god van de dans.
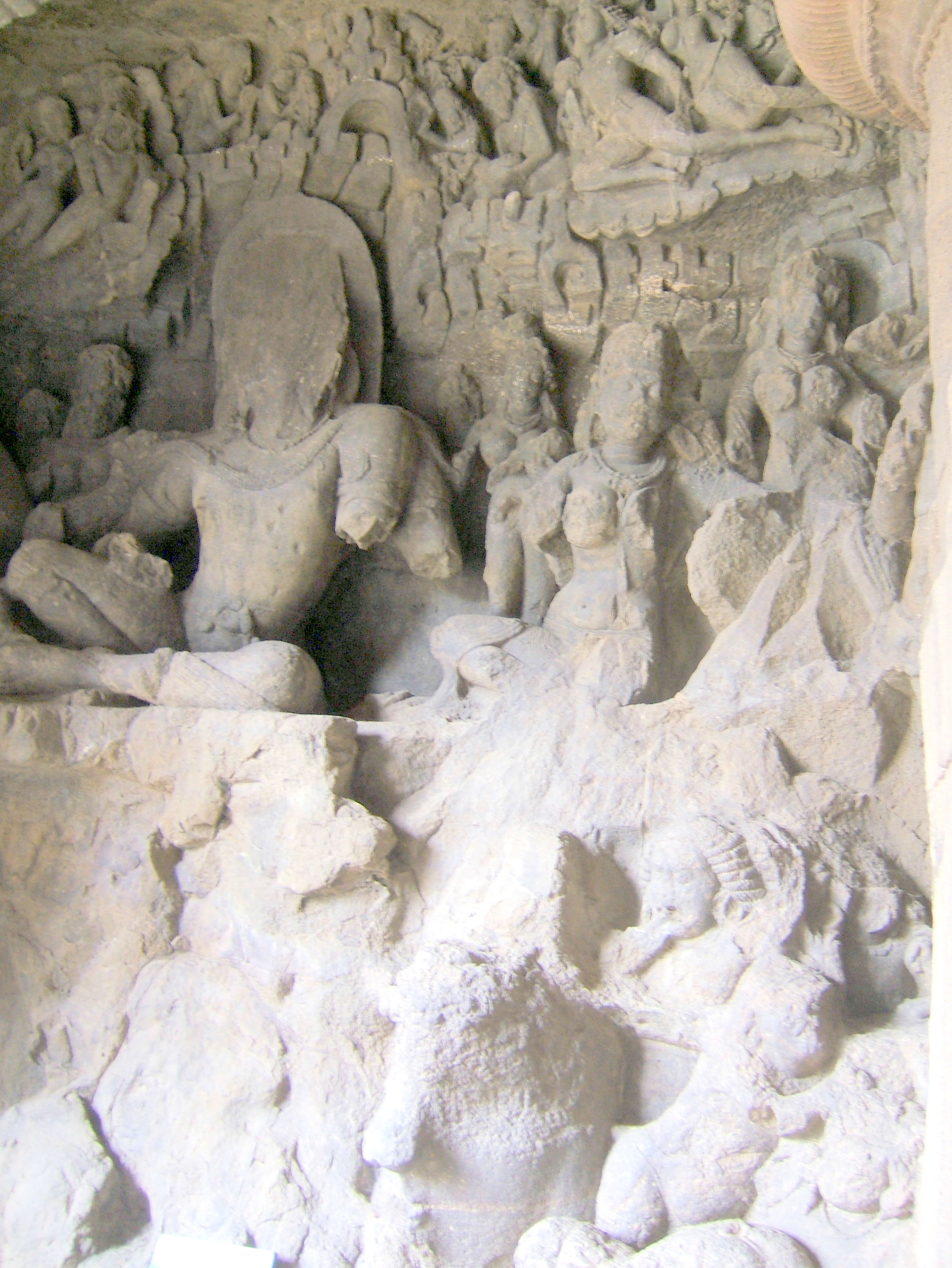
Shiva en Parvati op de berg Kailasa.
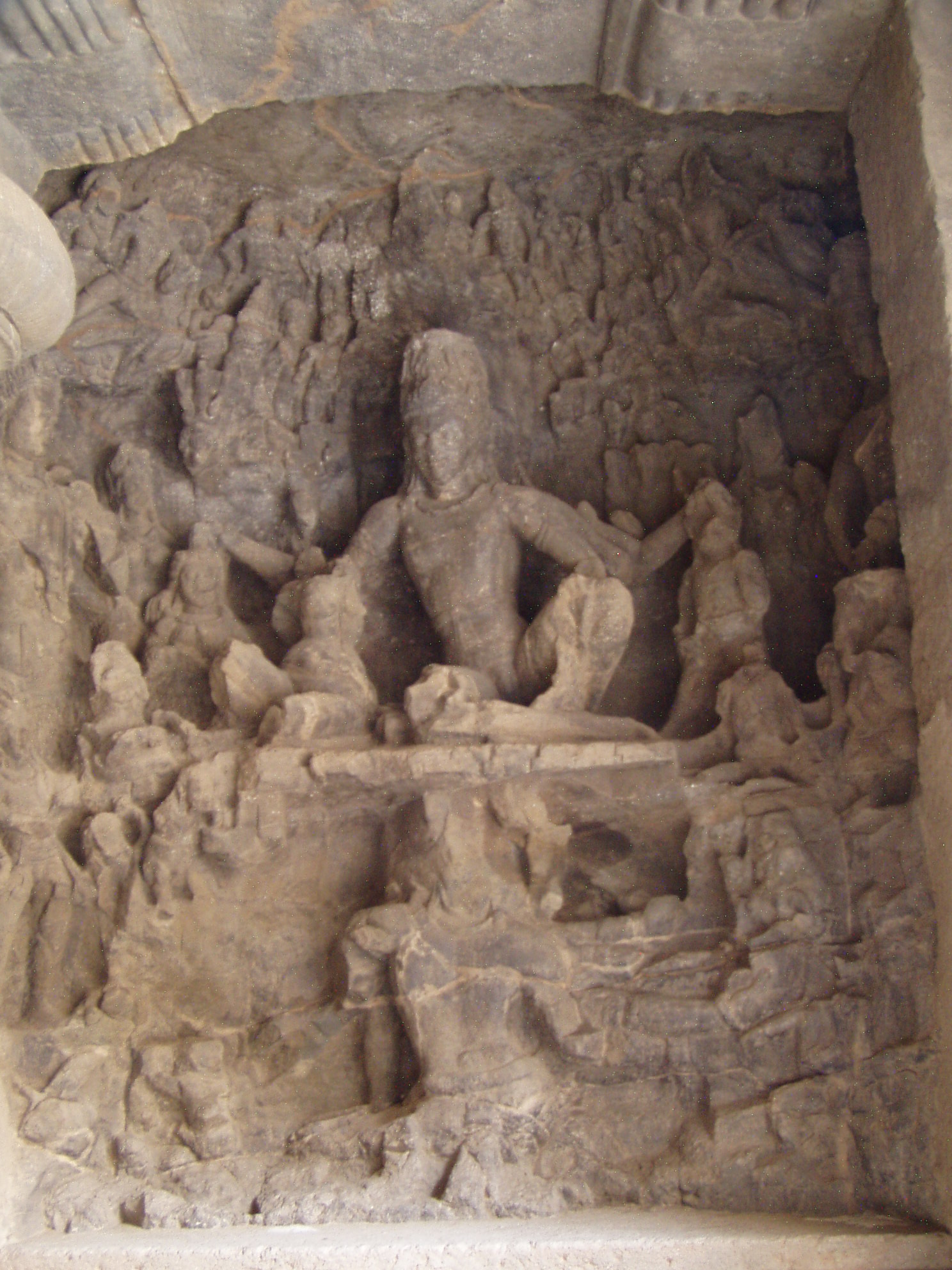
Ravana schudt de berg Kailasa.
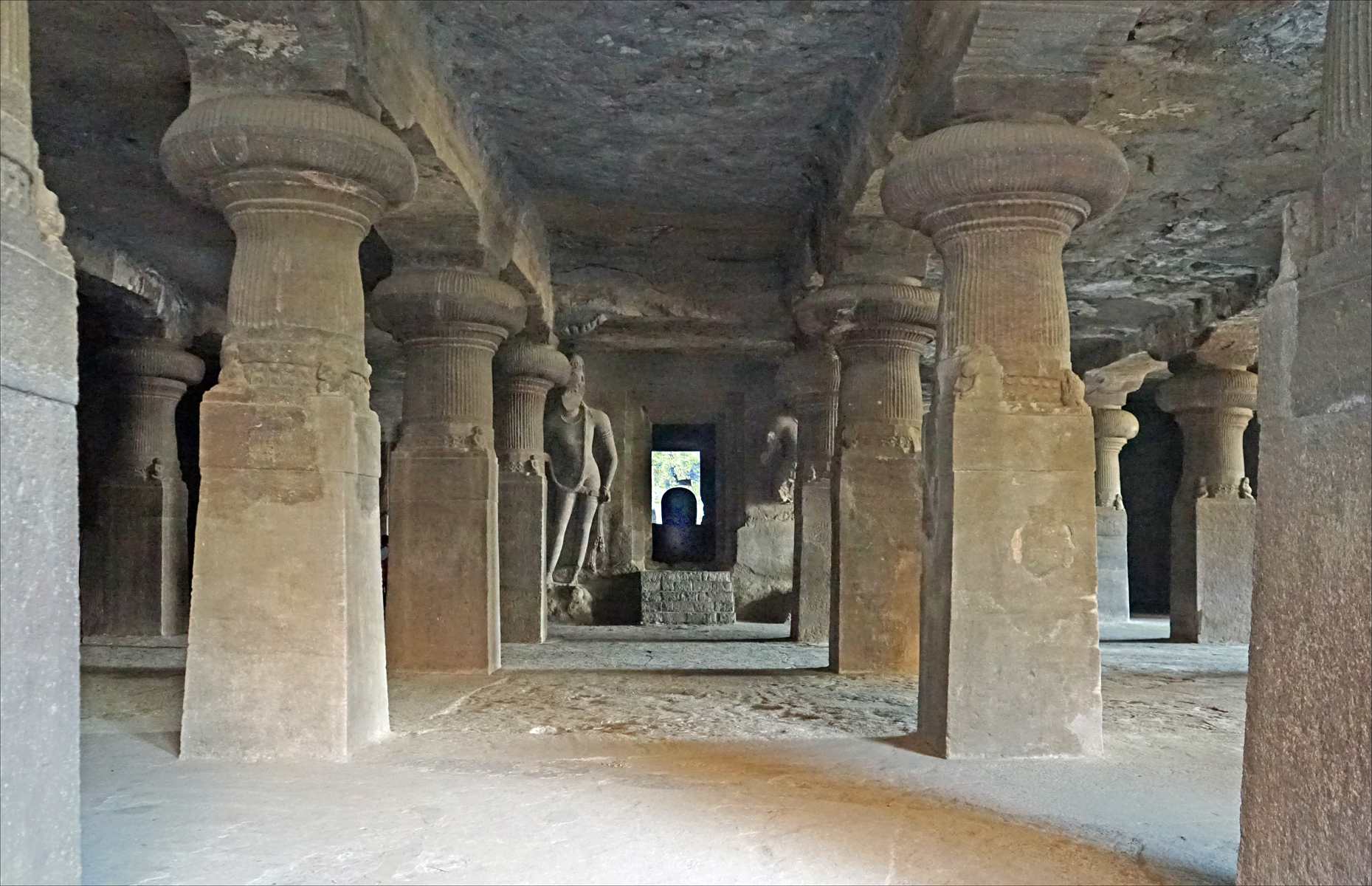
Shiva Linga-schrijn in het grottencomplex
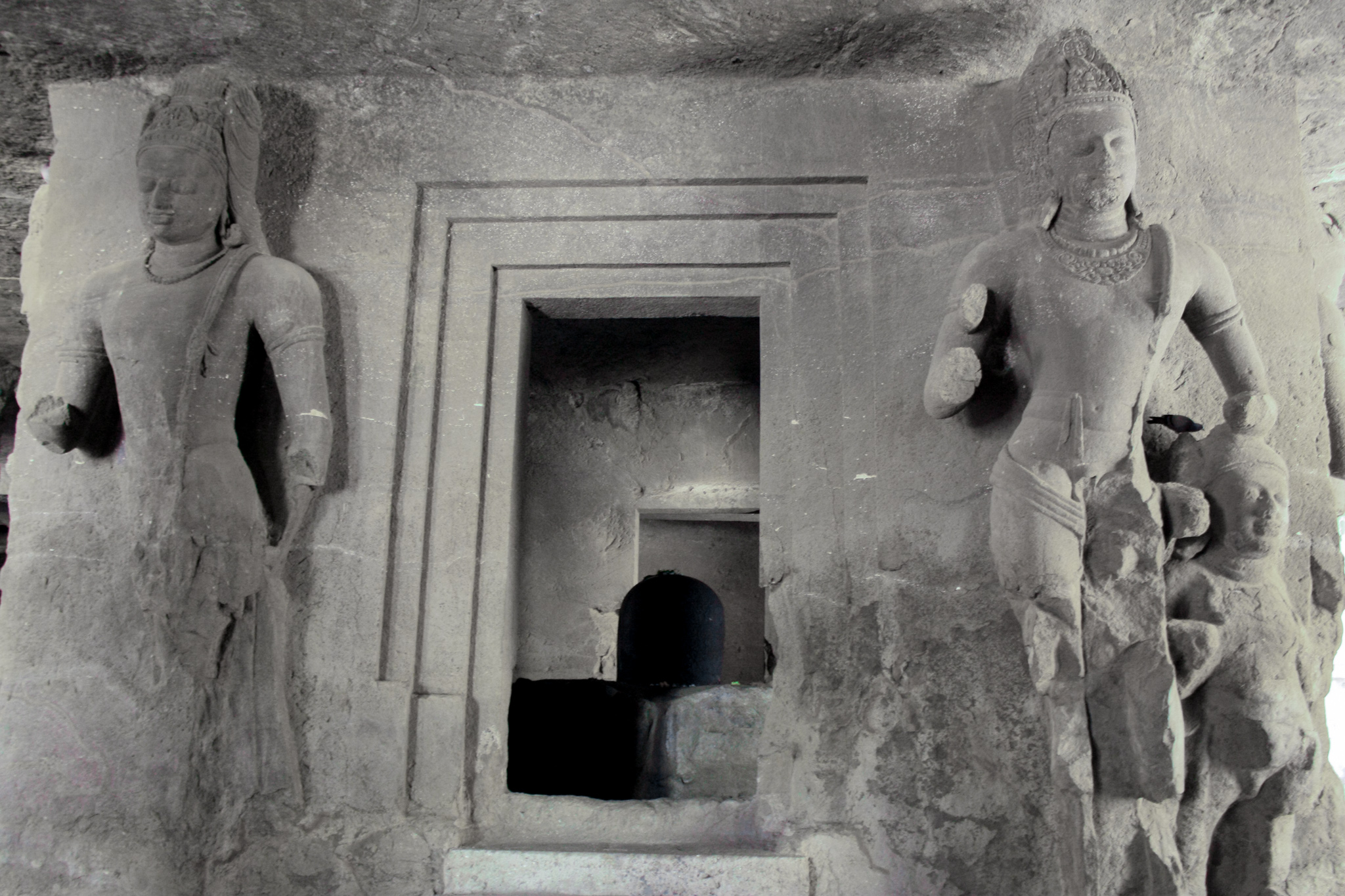
Shiva Linga-schrijn